# Strzelba Neostead
Neostead – skonstruowana przez Tony'ego Neophytou strzelba bojowa pump-action, czyli przeładowywana ruchami łoża. Nazwa pochodzi od nazwisk konstruktora i Heynsa Steada (finansował prace nad bronią). Autorem zewnętrznego wyglądu broni jest Wille Pesler.

## Historia konstrukcji
Strzelba Neostead została zaprojektowana w drugiej połowie lat 90. XX wieku. Celem konstruktora było zbudowanie broni, która zachowując zalety klasycznych strzelb pump-action będzie pozbawiona ich wad: dużej długości, małej pojemności rurowego magazynka i groźby mimowolnego otwarcia zamka poprzez nieświadome cofnięcie łoża-rękojeści przeładowania.
Długość zredukowano budując strzelbę w układzie bullpup. Dodatkową redukcję długości przyniosło zbudowanie broni w tzw. odwróconym układzie pump-action. W klasycznych strzelbach pump-action przesunięcie łoża do tyłu powoduje odryglowanie połączonego z nim zamka i usunięcie łuski z komory nabojowej, ruch do przodu łoża powoduje wprowadzenie kolejnego naboju do lufy. Taka budowa broni powoduje że konieczne jest umieszczenie za lufą komory zamkowej o długości kilkunastu centymetrów. W Neostadzie łoże  jest połączone z lufą, a zamek jest nieruchomy. Przesunięcie łoża do przodu powoduje odryglowanie zamka, zsunięcie lufy z łuski, a następnie usunięcie łuski i ustawienie następnego naboju za lufą. Cofnięcie łoża nasuwa lufę na nabój i ponownie rygluje zamek. Taka budowa będąca odwróceniem klasycznej ma dwie zalety. Pierwszą jest skrócenie komory zamkowej. Drugą uniknięcie ryzyka przypadkowego otwarcia zamka. W klasycznej strzelbie pump-action strzelec w stresie przyciskając broń do ramienia może mimowolnie przesunąć łoże do tyłu i odryglować zamek. W Neosteadzie takie ryzyko nie istnieje, ponieważ przy zaryglowanym zamku łoże znajduje się w tylnej pozycji.
Pojemność magazynka początkowo planowano zwiększyć przez wprowadzenie magazynka pudełkowego dołączanego do broni od góry, ale ostatecznie zdecydowano się na bardziej niekonwencjonalne rozwiązanie. Nad lufą umieszczono dwa magazynki rurowe. Naboje mogą być podawane przemiennie z obu magazynków lub tylko z jednego z nich.
Produkcję seryjną strzelby Neostead rozpoczęto w 2001 roku.

## Opis konstrukcji
Strzelba Neostead jest bronią powtarzalną przeładowywaną ruchami łoża (pump-action). Ryglowanie dźwignią łączącą zamek z lufą. Mechanizm spustowy kurkowy. Broń zasilana z dwóch stałych magazynków rurowych umieszczonych nad lufą (oba magazynki są sześcionabojowe). Za magazynkami znajduje się dźwignia rozdzielacza. Zależnie od jej położenia broń zasilana jest przemiennie nabojami z obu magazynków lub tylko z jednego magazynka. Dźwignia bezpiecznika umieszczona przed spustem. Mechaniczne przyrządy celownicze składają się z muszki i szczerbinki osadzonych na chwycie transportowym.